# Technische Universität Tallinn

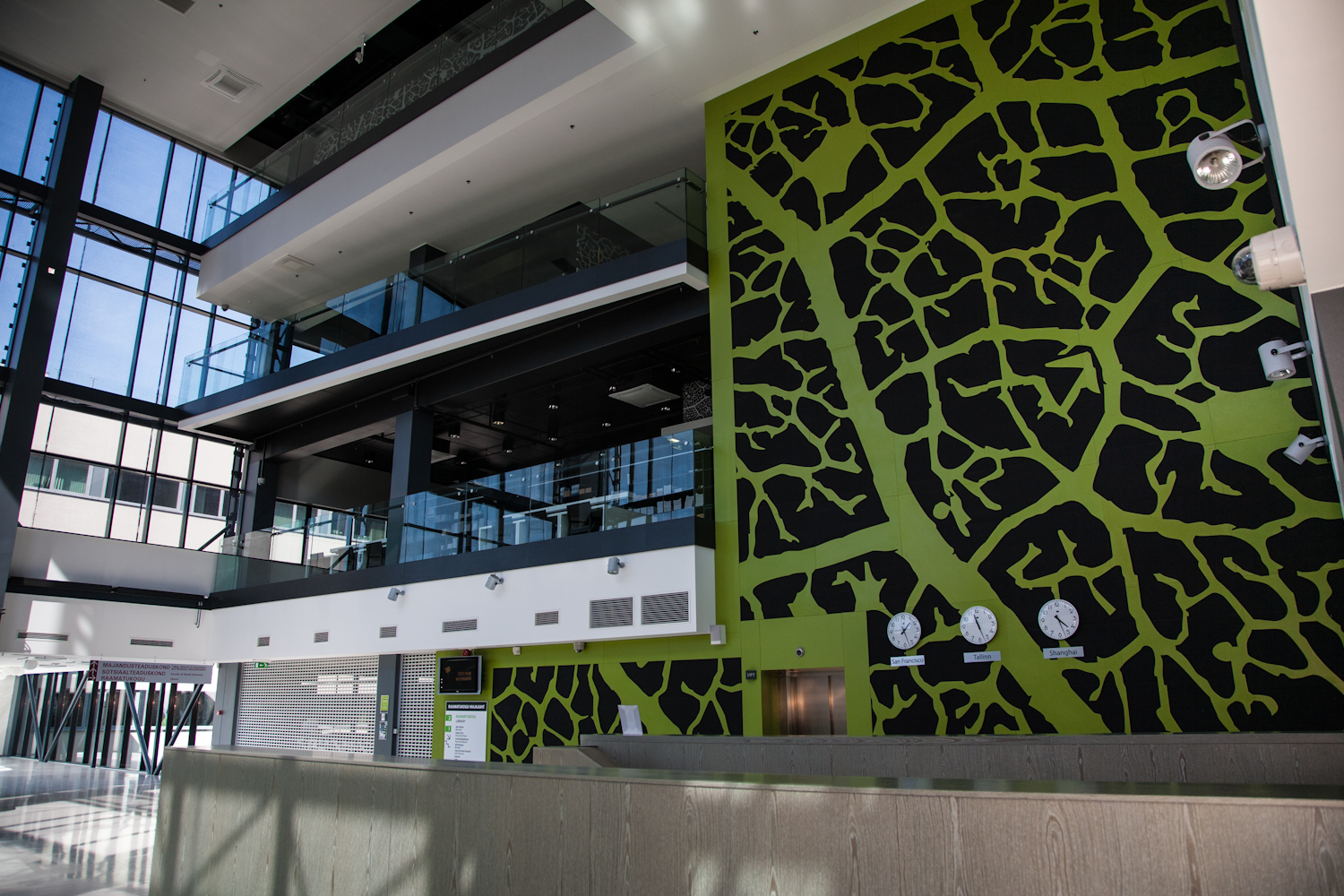
Bibliothek der Tallinn University of Technology

Die Technische Universität Tallinn (Kurzname: TalTech, Kurzname früher: TTÜ und TPI (estnisch), TUT (international); estnisch Tallinna Tehnikaülikool) ist die führende technische Universität Estlands und ein international anerkanntes Zentrum für Ingenieurwesen, Technologie, Naturwissenschaften, Wirtschaft und Sozialwissenschaften. Sie wurde 1918 gegründet und befindet sich im Stadtteil Mustamäe in der Hauptstadt Tallinn
Seit 1. September 2020 ist Tiit Land Rektor der TalTech.

## Struktur

### Fakultäten (nach Zusammenlegung)
- Fakultät für Betriebswirtschaft und Governance
  - Ragnar-Nurkse-Institut für Innovation und Governance
    - Professur Staatswissenschaften (Wolfgang Drechsler)
      - Professur Finanzwissenschaft und Internationale Entwicklung (Jan A. Kregel)

    - Professur Öffentliches Management und Public Policy (Tiina Randma-Liiv)
    - Professur Finanzwissenschaft (Ringa Raudla)
    - Professur e-Governance (Robert Krimmer)

  - Programm in Technology Governance (Kattel, Drechsler und Reinert)
    - Lehrstuhl Technology Governance und Innovationspolitik
      - Professur Technology Governance und Entwicklungsstrategien (Erik S. Reinert)
      - Professur Technology Governance und Sozialökonomische Entwicklung (Carlota Perez)
- Fakultät für Informatik
- Fakultät für Naturwissenschaften
- Fakultät für Mechanik

### Institute
- Geologisches Institut
- Kybernetikinstitut
- Institut für Ölschieferforschung
- Estnisches Energieforschungsinstitut
- Institut für Marinesysteme

## Geschichte
1918 wurde die Ingenieurschule der Estnischen Ingenieurgesellschaft gegründet, da das Land keine eigene Ingenieurausbildung besaß. 1919 wurde die Ingenieurschule ein privates College, 1920 übernahm der Staat die Institution. Seit 1936 „Technisches Institut Tallinn“, allerdings mit Universitätsstatus, wurde die Hochschule schon 1938 eine Technische Universität.
Auf dem Gelände befinden sich mehrere Skulpturen und Denkmäler. Markant ist der 2008 enthüllte Ewige Student Julius vor dem Eingang der Universität. 2013 wurde das Seebeck-Denkmal eingeweiht.

## Bekannte Angehörige der Universität
Neben der gesamten technischen Elite des Landes zählen zu den Alumni oder Professoren der Universität auch zahlreiche Industrielle und Geschäftsleute, u. a. der Präsident der Hansabank, der größten Bank des Baltikums, Indrek Neivelt; der Vorsitzende der Estnischen Industrie- und Handelskammer, Toomas Luman; und der ehemalige Ministerpräsident und bedeutende Großindustrielle Tiit Vähi. Auch der ehemalige Präsident der Estnischen Akademie der Wissenschaften, Jüri Engelbrecht, ist Mitglied der TUT. Ottomar Maddison war ein Professor der Universität.